# Eristalis meijerei
Eristalis meijerei är en tvåvingeart som beskrevs av Goot 1964. Eristalis meijerei ingår i släktet slamflugor, och familjen blomflugor. Inga underarter finns listade i Catalogue of Life.